# ロバート・クレイギー
サー・ロバート・レスリー・クレイギー（英語: Robert Leslie Craigie, GCMG, CB, PC, 1883年12月6日 - 1959年5月16日）は、イギリスの外交官、駐日英国大使である。
支那事変(日中戦争、1937.7/7)勃発後、日本の大陸政策と英国の華北権益が衝突し、日英関係が急速に険悪化する1937年9月3日（-1941年）駐日大使として着任。
1941年12月8日（日本時間）にマレー侵攻および真珠湾攻撃により日本と英米両国が開戦したため、日本政府に短期間抑留され、翌年に交換船で帰国。
クレイギーについて論議を呼ぶのは、クレイギーが駐日大使の任務を総括した「最終報告書」の中で、「対日戦争（太平洋戦争、大東亜戦争）は必ずしも不可避では無かった事」を示唆し、英国政府を批判した点である。

## 経歴
ロバート・クレイギーは1883年12月6日、香港を基地とするイギリス軍艦の艦長の子として生まれ、幼時には毎年日本の箱根で夏を過ごした。ハイデルベルクで個人教授を受け、後にイギリス外交官試験合格、1907年英外務省に入省した。以後、各種国際会議において事務を経験、1917年一等書記官としてスイス公使館に勤務し、1920年にはアメリカ大使館に異動。次に、1923年外務省勤務を命じられ、海外貿易局に勤務、そして再び英外務省の本省にて勤務となり、1928年外務省参事官に任命され1930年ロンドン海軍軍縮会議に参加し、また1935年には外務次官補に昇任し第二次ロンドン海軍軍縮会議に参加した。(1)
1930年と1935年の二つの海軍軍縮会議に参加し、日本人と交渉をした経験があり、1937年9月3日に54歳で駐日大使として着任。以後、1938年の夏の終わりに宇垣・クレイギー会談を行い、1939年7月から8月にかけて天津事件を俎上に有田・クレイギー会談（有田・クレーギー協定）があり、1940年1月から2月にかけて浅間丸事件を巡り再度の有田八郎外相との会談を経て、1941年12月太平洋戦争の勃発により日本政府に拘留され、翌年本国送還。(2)
戦後、戦前最後の駐日大使としてロンドン日本協会の理事長に就任し、日本協会の中心人物であったハンキー卿、エドワード・クロウ、フランシス・ピゴット英陸軍少将と共に1955年1月24日に勲章を授与され、クレイギーは旭日章を授与されている。1959年5月16日、75歳で死去。(3)

### クレイギー大使着任と日英対立の背景

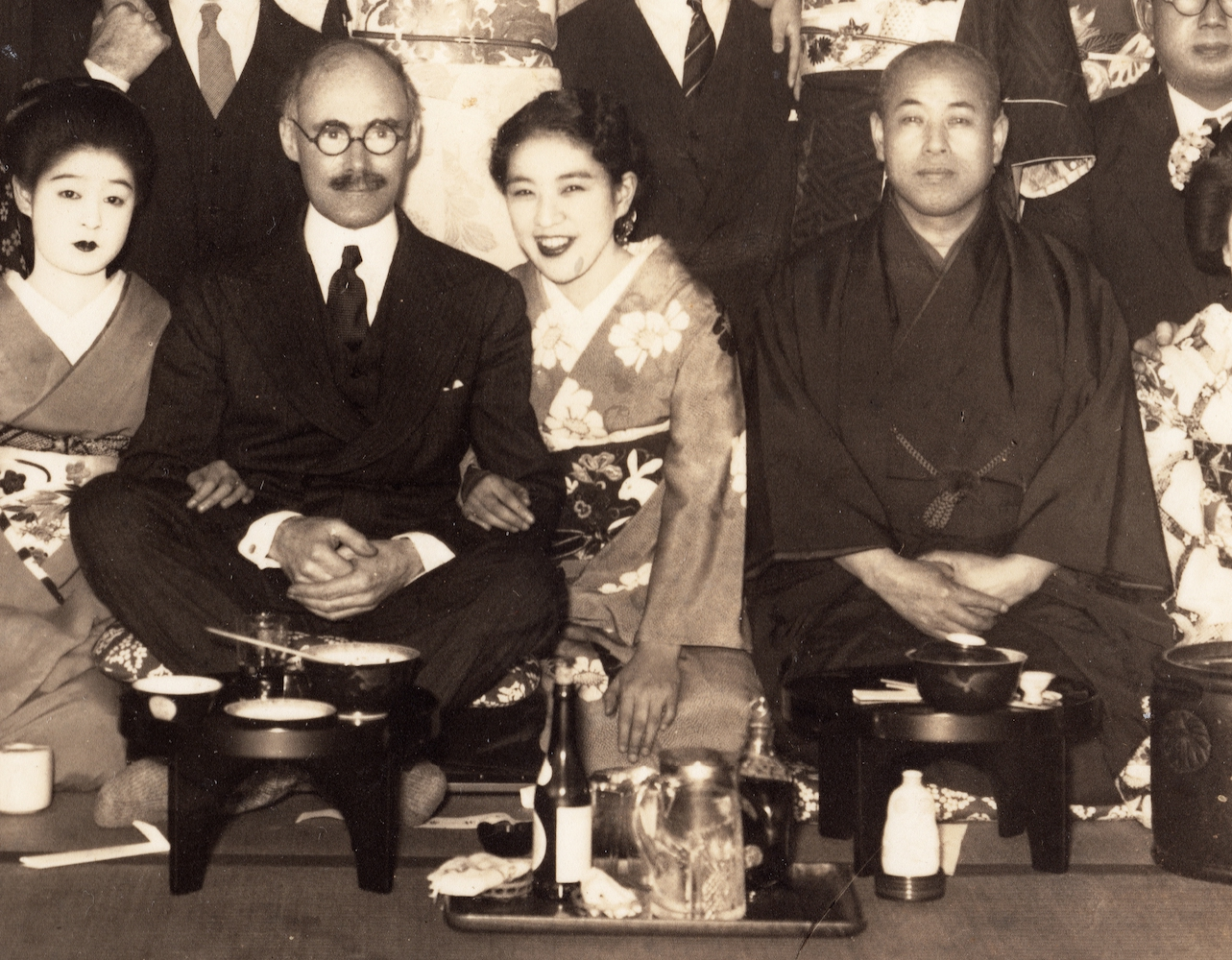
海軍次官主催の送別会におけるクレイギーと山本五十六海軍次官

1917年のロシア革命以降、日本の・・・就中陸軍・・・は支那における、また東アジア全般における赤露の共産主義浸透戦略に対して懸念を抱いていた。そして、1930年代に入り、満州事変以後、孤立に傾いた日本がコミンテルンの全世界的膨張とみなしたものに対抗するためドイツに接近し、また日本外交の政治的側面はそれまで以上に国防意識を堅信化させ、徐々に戦時体制化を進行させていった。(4)
　日英の対立の背景は以上のような文脈の中で、支那事変（日中戦争）勃発後、日本の対共産主義戦略を主眼とした大陸政策と英国の華北権益の衝突により引き起こされたと概観できる。
- 【日英対立までの概要】

　1935年夏以降、彼らの国防意識は満州国建国時からの方針に従って、内蒙工作、華北分離工作によって外蒙・ソ連方面からの赤化勢力の浸透防止をはかり、華北からの国民党勢力の影響力排除を目指させた。(5)(6)
1. 軍は、支那の現状は遺憾ながら日蘇開戦に際しては、支那をしてソ連の友邦たらしむべき公算極めて大なるものありと判断しあり・・・＜そのような現状下で＞西部内蒙古即ちチャハル、綏遠及以西の地帯は帝国の大陸政策上重要なる価値を有す。即ち若し該地域を我日満側の勢力下に包容せんか、積極的には進んで同一民族たる外蒙古懐柔の根拠地たらしむべく、更に西すれば新疆方面よりするソ連勢力の魔手を封ずると共に、支那本部をして陸上よりするソ連との連絡を遮断して、支那大陸に対する第三「インター」の企図を根底より挫折せしめ得べし。(板垣征四郎「軍の意見書」)(7)
2. 日本は南京政府に敵対しているわけではないが、同政府が赤化防止に本気で取り組んでいるのか、この点に関してははなはだ疑わしく思っている。＜イギリス側＞は華北での自治運動に不平をもらし、日本の関与は遺憾であると主張するけども、そもそも華北自治運動を勢いづけたのは、南京政府の金融政策である。日本と満州国と華北の特殊関係、排日運動の取り締まり、および赤化勢力の排除に関する南京政府の態度が今のように不満足なものである間は、日本政府は無関心では居られない。(日本陸軍省軍務局長磯谷廉介少将がリース・ロス使節団に対して提出した声明)(8)

　1936年、日本の陸軍は常に国民党の内部に「コミンテルンの影」が存在すると、疑念を抱いていた。
　そして、国民党と共産党が和解しないかという懸念に加えて、東アジアの軍備を増強しているソ連が国共両党と共同して抗日戦線に加わるのではないか、という恐怖が存在していた。(9)その恐怖に対する予防措置として、日本側に1936年9月以降ドイツとの交渉を通じ、11月に日独防共協定を締結させた。
　しかし、その懸念は中国の政治情勢が綏遠事件(1936年11月14日)により日本側に不利に傾きつつあると同時に・・・ソ連が操縦していると考えられていた・・・中国共産党が抗日統一戦線の必要性を強調し、国民党との和解を達する為には、党のいくつかの原則さえ犠牲にする気がある事を示したとき、日本側の悪夢は現実味を帯び始めていたのである。(10)
　また、そのような状況下で抗日共同戦線の形勢を主張する国民党軍内部の一派が西安事件(1936年12月12日)を引き起こすのであり、同事件は中国の国共両党がその意見の相違を捨てて共同戦線を結成する事を望んでいた、ソ連の注意を引いた。(11)
　同事件が如何に収束し、拘束されていた蔣介石が釈放されるに至ったのかは諸説あり、現在でもあまりよくわかっていない事柄だが、当然ながら当時の日本政府及び陸軍にもその結果ははっきりとせず、種々さまざまな憶測の余地が大きく残ったのである。
　1937年以降、日本側にもたらされた報告は、西安事件後に抗日共同戦線が形成されつつある兆候、蔣介石釈放の背後でソ連が一役演じていたという証拠、ソ連の新統一中国にあらゆる援助を与える計画があるという情報であった。
　8月21日、南京政府はソ連と中ソ不可侵条約を締結した。そのような状況を背景に日本の情報関係者は、コミンテルンの工作員が中国のあらゆる階層に浸透して、全国各地の社会組織を破壊ている証拠をつかんでいると報告した。(12)
　そして、そのような情勢のなか1937年7月7日に盧溝橋事件により支那事変（日中戦争）が勃発し、8月13日、イギリスの権益が集中している上海に戦火が及んだとき、イギリスは上述したような性質を持つ中国政府の支持、対日批判の態度が明白になり、さらに8月26日、南京駐在英国大使ヒュー・ナッチブル＝ヒューゲッセンが銃撃を受けて重症を負い、同行の大使館職員が日本海軍機の機銃掃射によるものであると主張したが、日本海軍が自軍による機銃掃射を否定したとき、イギリスの対日態度は硬化し、さらに前後して行われた日本海軍による援蔣ルート遮断を目的として行われた、中国沿岸交通遮断作戦（平時封鎖作戦　1937年8月25日）は日英関係を悪化させる一要因となり、日英の対立が激化した。
　そのような厳しい情勢下でロバート・クレイギーはネヴィル・チェンバレン英首相の意向を受け1937年9月3日に駐日大使として着任した。(13)
1. 南京政府は排日抗日を以て国論昂揚と政権強化の具に供し、自国国力の過信と帝国の実力軽視の風潮と相俟ち、更に赤化勢力と苟合(こうごう)して反日侮日いよいよ甚だしく、以て帝国に敵対せんとするの気運を醸成せり。(帝国政府第二次声明　八月十五日)(14)
2. 「コミンテルン」が日本を当面の敵として準備を進めていることは一昨年七月の「コミンテルン」大会に明らかに宣言して居る通りであって、「コミンテルン」は之により東洋平和を攪乱せんと企図しているのであるが故に、支那側が「コミンテルン」の魔手に踊らされることは支那自身の為にも又東洋平和の為にも最も好ましからざる処であり、帝国は終始一貫之に対し支那側の反省を促して来たのである。然るに支那側は遂に悪夢より醒むる能わず、容共抗日を国是と為し殊に西安事件以来は完全に赤魔の薬籠中のものとなり。(中ソ不可侵条約締結に際しての『我外務省当局の見解』八月二十九日)(15)

### 支那事変勃発に際して日英関係悪化を招いた背景：英国側の主張
The conquest of Manchuria raised for Jaoan new strategic as well as the five northern provinces of China seemed to Japan not merely desirable but absolutely necessayr against the time when Russia would have to be dealt with.And all this was only the prelude to much wider plans of expansion.
　If the Manchuria incident had gretly strained the relations of Japan with Great Britain and the United States, the seizure of North China. where British influence and material interests were so ubiquitous and so firmly entrenched. was bound to bring the fundamental clash of interests out into the open. When the "China Incident" broke out near peking on the 7th July, 1937, the japanese authorities lost little time in stating (and organizing popular demonstrations to add point to their statement) that Britain was the No.1 enemy of Japan, having succeeded Russia in that capacity.(16)
　日本は、内蒙古と中国の北部5省に防波堤を持つことは、ロシアと相まみえる時が来るまで、望ましいどころか絶対的に必要であると見ていた。このすべては、拡大に向けてのはるかに広汎な計画の序章に過ぎなかったのだ。
　満州事変が日本と英国及び米国との関係を大いに緊張させたとすれば、英国の影響力と物質的権益が遍く覆い、確固として根付いていた華北を日本が占領したことが、＜英日の＞権益の根本的な衝突を明るみに出すことは必至だった。「支那事変」が北京の近くで1937年7月7日に勃発した時、日本当局は、（大衆デモを組織することによって更に迫力を増進させたところの）声明をただちに発し、英国は今やロシアを超え、日本の第一番の敵になったとした。(17)
(後述するクレイギー報告書に対して英国外務省極東部が作成した覚え書きより)

### 支那事変勃発に際して日英関係悪化を招いた背景：日本側の主張
『蔣介石をして敢えて抗日侮日を恣(ほしいまま)にせしむるに至った所以(ゆえん)のものは、言う迄もなく一は「コミンテルン」の赤化戦略がその原因の一つであり、また一面には第三国の政治的勢力＜＝英国＞の介在せることが、これまた排日抗日の温床となった一大事実を見逃す事は出来ないのであります。先程、きたる外務大臣もこの点に触れて御報告になりましたが、かような事実があって、既に帝国と致しましては赤化の侵略防止の為には、日独伊の間には協約が成立致し、また北国境線に沿って蒙疆聯合自治政府＜＝蒙古聯合自治政府＞は、チャハル、綏遠、山西、河北の一部を包容致しまして、ようやく、その成立を告げて、極力赤化防止の陣容を整うるに至って居りますが、この機会において中南支における第三国の政治的勢力＜英国＞の介在を容認することがあったならば、他日その禍根を深からしめ、相互の不利益を醸す憂い少しとしないのであります。併せながら、今日蔣政権が没落して、同政権に対しまする所の帝国政府の態度が明瞭となり、東亜の形勢が一変致しました現下の情勢から見まするならば、心ある英国人の如きは、進んで政治的干渉を避くるの態度に出ることを信じて疑わないのであります。今日支那問題の解決と言い、また東洋永遠にわたる所の平和的建設の事業と言い、あるいは列国権益の保全と言い、ことごとく日本と協調するにあらざれば為し能わざることは、もはや世界の識者は何人も疑いを容れざる所であるのであります。この場合、日支の紛争の原因を根本的に芟除（せんじょ）し、東洋平和の本を作らんとするならば、その禍根を根絶する意味＜支那におけるコミンテルンの赤化戦略根絶＞において、第三国＜英国＞の反省を求めて、我国が特殊的権益を有する地位にあることを認識せしめ、堂々とその主張を述べて、支那の富源開発の為に列強と共に協調するの誠意を披瀝するこそ、東洋平和の基礎を確立するゆえんであると信ずるのであります。この点に対しまして、政府の所信を承りたいのであります。・・・』(18)
- (衆議院第七十三回帝国議会における国務大臣演説に対する民政党 川崎克の質疑より)

### クレイギー大使着任以後の日英関係
陸軍畑俊六大将は1937年9月14日の日記に、中ソ不可侵条約締結に際する「英大使館附武官の情勢判断」として以下の記述を残している。
1. 蘇支条約の締結はソが支那を赤化すると共に日本を牽制せんとする一石二鳥の策にして、偶々日支事変以来苦境に立ちし蔣が自己保全の窮策として締結せるものなり。
2. ソは日が対支解決に一意邁進し目下、ソ＜連＞と事を構えるの意志なきを看破し、且国際情勢特に英の対日情勢不利なるに乗じ其の態度を硬化しあり。
3. ソが将来実力を以て支那を援助するや否やは主としてソ＜連＞の国内情勢と我対支解決の成否によるべし。
4. 英は支那の赤化を拒否する観念よりソ支協定成立には反感を有するものありといえども、一方上海事変以来一意邁進しある日本の対支膺懲成功の結果は、自国権益が予期以上に急速且抜本的に打撃を受くべきを憂慮し、日本の行動を努めて抑制せんとする態度に出で、ソ＜連＞の対支援助もソ＜連＞の強硬政策に対する当然の報なるが如き感想を有しあり。
5. 日ソ支開戦に対する英の態度は初め中立を標榜しつつ独の対ソ積極行動を抑制し、日ソ決定的の勝敗決せざるに先ち調停に出で極東に於ける自己権益の確保増大を策するならん。(19)

　ようするに、当時の日本側から見れば、英国はソ連の大陸における赤化戦略を察知し憂慮さえしていたが、これに対抗する日本の行動がイギリスの在華権益を毀損した時、日本の行動を容認しないどころか英国は蔣介石の側にソ連と共に立ったとみえたのである。
　また、そのような情勢のなか日本の世論では屈服しない蔣介石政権の背後に控えた「アカ」のソ連と道義的支援を行うイギリスの存在を問題視し、そして事変の経過と共に世論は激昂、ついには1937年10月(－38年2月)大規模な「反ソ・反英」運動にまで発展した。
　特にイギリスに対する反英意識は1939年7月(－9月)に高揚し、天津租界事件を解決する為に開かれた有田・クレイギー会談を目標に展開された全国的な運動は動員数で1937年の数倍に達し、運動の対象はイギリスのみに絞られた。(20)
- 『対支問題の根本的解決とは、対ソ対英戦争の誘発を不可避とするものにして、即ち世界第二次大戦を覚悟しなければならない』(純正日本主義青年運動協議会、1937年8月1日)(20)
- 「英国政府と英国民が、中国と蔣介石に同情の気持ちを抱くのには驚かない。（中略）中国に持つ権益を考えると、彼等に同情するのも理解できる。しかし、アンフェアな反日煽動には、われわれも黙っている訳にはいかない」（1937年10月1日付参謀本部第二部部長本間雅晴のクレイギー宛書簡）

1. 陸軍大臣杉山元：＜日本が中国で領土的野心を持たないこと、外国権益は最大限尊重することを強調し＞「われわれの見解が理解されていないのは非常に遺憾です。日本軍は日本のみならず、極東、世界のために戦っています。このままでは、ボルシェヴィズムの脅威が中国から日本にも波及してしまいます
2. クレイギー：「この戦争で、かえってボルシェヴィズムの影響は増していますよ。もし日本が誤解されていると思うなら、ブリュッセルの9カ国条約国会議の場で、世界を納得させるべきでしょう」（1937年10月21日、於市ヶ谷の陸軍省。1937.10.22英国外務省報告）(21)

　また、上述した「英大使館附武官の情勢判断」は駐日英国大使館附陸軍武官のフランシス・ピゴット少将による情報であるが、クレイギー大使とピゴット少将は第一次世界大戦以来の旧知の間柄であり、ロンドン大学のアントニー・ベスト教授はその研究の中で、クレイギー大使の考えに対するピゴット少将の影響を強調している。(22)(23)
　つまり、クレイギー大使はピゴット少将を通じて日本のとりわけ帝国陸軍の対赤露安全保障政策とも言うべきコンセンサスをおそらく認識していたのであり、より根本的にはアジアで日本が「新秩序」を追求する理由とそれが英国の巨視的な国益に背馳するものであるのか、という疑念を持っていたと思われる。
　1939年10月、日英の対立が深刻化する中、クレイギーは『日英間に現在ある誤解の70%は無知な偏見に基づいた意味の無いものであり、20%は純粋に誤解であり、現実の難題を提起しているといえるのは、わずか10%にすぎない』と所感を述べ、ピゴット少将は彼に喝采を送っている。(24)クレイギーの考えは、英国外務省極東部とは対蹠的であり、彼に影響を与えたF.S.Gピゴットやその後継の駐日英陸軍武官、延いては陸軍省の考えに近いものであった。
　カルガリー大学の歴史教授であるジョン・フェリスは日本に対する英陸軍の根底にあった考えについてこう述べている。
『英参謀本部は日本軍の力を正しく評価し、日本が敵よりも味方でいることを望んでいた。1920年から21年の間、陸軍省は政府のいかなる省庁よりも強く日英同盟の延長を求めた。1937年まで、陸軍省は日本を潜在的同盟国として見続けていた。同省は両国の間に根本的な利害の衝突がなく、かつソ連という共通の脅威があると考えた。日本がアジアの安定を維持してくれているため、英国はロシアと再興したドイツという、英陸軍の懸念する二大問題に容易に対処できると信じていた。』(25)
　クレイギーはこのような考えを共有し、対赤露安全保障政策という観点から英国の巨視的な国益は日本と背馳しない事を認識していたのであり、だからこそイギリス本国が対日戦を回避する努力を意図的に怠り、「当時チャーチルが勝利への展望をもたらすと思われる唯一の政策、即ち米国との一致協力を追求し」た事を、帰国後、痛烈に批判する報告書を提出したのである。(「」内は後述するアントニー・ベスト教授による記述を抜粋)

### クレイギーの最終報告書
1942年に日英交換船で帰国したクレイギーは、アンソニー・イーデン外相あてに報告書'Sir R. Craigie to Mr. Eden. （Final Report by Sir R. Craigie on conclusion of his Mission to Japan）（1943年2月4日付）を提出し、英国政府の極東政策を痛烈に批判したのである。この報告書を読んだチャーチルは激怒し、厳秘を命じて国王を含むイギリス政府内部のごく少数者にしか閲覧の機会を与えずクレイギーの報告書を封殺した。そしてクレイギー自身も1945年に在日大使時代（1937-1941年）の経験を綴った回顧録（『BEHIND THE JAPANESE MASK』）を世に送るが、報告書に一言半句もふれることなく、報告書で示唆した点については屈折した表現でしか述べるところがなかった。(26)
　そのような背景を経て報告書はイギリス公文書館の中で埃をかぶり、1971年にイギリスの戦時中の文書が30年ルールにより一括公開されるまで歴史家の目に触れる事はなかったのである。同報告書が世に初めて紹介されたのは1972年7月15日の『デイリー・テレグラフ』であり、「対日戦争は必然であったのか」とする論文をイギリスの外交史家ドナルド・キャメロン・ワット(Donald Cameron Watt)が同紙に寄稿し掲載した事によるものである。同論文は太平洋戦争は回避が可能であったとするクレイギーの見解に与するワット教授自身の立場を明らかにした上で、「チャーチルはアメリカを戦争に引き入れるべく、極東で戦争を意図的に引き起こそうとしたのではなかったのかとの疑念を提起し、イギリスが戦争によってアジアで支払った高価な代償は、チャーチルの政策を誤りを立証するものである」と、暗にチェンバレンの宥和政策を肯定し、チャーチルを批判したのである(27)
- 【以下がクレイギーの示唆した論点である】
- Indeed throughout the year 1941 the general burden of the warnings sent from this post had been that a Japanese attack, if not averted by diplomatic means, would be on a greater scale and take place at an earlier date than many  British authorities appeared to anticipate.(28)

1. 1941年の年間を通じて、本職から送った警告は、要するに、日本の軍事攻撃が外交的手段によって回避できなければ、それは、多くの英国当局が予期していたように思われるものよりも、大きな規模で、かつ早い時期になされるだろう、ということだ。(29)

- When I pointed out to the Foreign Office my misgivings as to the way things were going, urging that it was we, rather than the United States.who might be expected to bear the brunt of a breakdown and that it seemed essential for His Mejesty's Government to be more fully informed of the details of these vital negotiations, I received a sympathetic reply, but was told that His Majesty's Government had, nevertheless, decided that the discussions must be left solely in the hands of the Unaited States Government, in whose conduct of the matter they had full confidence.(30)

1. ＜日本の南部インドシナ進駐、それに対する米英蘭による経済制裁を経て、日米交渉が始まった時、英国政府がこの交渉に直接噛まないことにしたことに私は批判的であった。＞私が英外務省に、成り行きがよろしくないと指摘し、交渉がうまく行かなかった場合に攻撃の矢面に立つのは米国よりむしろ英国であると考えられることから、英国政府はこの枢要なる交渉に関し、＜せめて＞その詳細を完全に＜米国から＞教えてもらうべきだと訴えた時、私はこれに同情的な回答を得たが、結局のところ、英国政府は、＜日本との＞議論は、全幅の信頼を寄せているところの、米国政府の手にだけ委ねられるべきであるというものだった。(31)

- This was the situation when the Japanese made their compromise proposal of the 20th November(paragraph 42 of enclosure 1), which, with its offer of the evacuation of Southern Indo-China, aimed at the virtual restoration of the status quo ante. I urged strongly upon His Majesty’s Government that, subject to certain amendments which I had reason to believe could be secured from the Japanese Government, a modus vivendi on these lines should be concluded. In my view the withdrawal of Japanese troops from Southern Indo-China and the limitation of their number in Northern Indo-China to one or two divisions would have meant so complete a dislocation of the Japanese army’s plans for an attack on Malaya, or indeed, for any further southward advance, that it would have been well worth purchasing at the cost of the supply to Japan of oil and other raw materials in quantities insufficient to add materially to Japan’s war potential. Mr. Hull did, indeed, prepare a draft answer to Japan along the above lines which, subject to certain essential modifications of from, could have been made acceptable to the Japanese Government; this constructive counter-proposal was never submitted to the Japanese Government, owing, it would appear, to the opposition of the Chinese Government.(32)

1. ＜1941年＞11月20日に日本政府は妥協的提案をした＜が、＞・・・それは、南インドシナからの撤退の提案であって、少し前の現状への復帰を意図したものだった。　私は、英国政府に対し、一定の修正を施す・・それについて、日本政府の同意を得ることを信じるに足る理由があった・・ことを前提に、この提案の線における一時的妥協がなされるべきことを強く促した。私の見解では、日本軍部隊を、南インドシナから撤退させ、北インドシナにおいて1～2個師団に制限することは、日本の陸軍のマライ、あるいは更なる南方への前進のための諸計画を完全に脱線させるもの（dislocation）であったので、日本の戦争能力を文字通り増進させるには不十分な分量の石油その他の天然資源を＜日本に＞供給するという代償を払ってでも追求する価値があったのだ。＜米国務長官の＞ハル氏は、実際、この線に沿った日本への回答案を準備した。それは、一定の外形的な修正を施せば、日本政府にも受容できるものにすることができた。　しかし、この建設的な反対提案は、どうやら支那政府の反対があったためのようだが、日本政府に提出されることはなかった。(33)

- After two and a quarter years of struggle, Great Britain and her Allies appeared to us in Tokyo to be at length slowing gaining the upper hand over Germany; the Russian armies in Libya were pushing beyond Benghazi; from the United States we were already receiving a magnificent contribution in material and that type of active naval assistance which was most vital to us namely, the convoying of ships across the Atlantic and an “undeclared” war on German submarines and surface raiders. So far as could been seen from Tokyo we were on the way to winning the battle of the Atlantic and were passing from the defensive to the offensive on the other fronts. The war had thus reached the stage at which, for the first time, even to the prejudiced eyes of the Japanese, the prospects of German victory began to be doubtful. Admittedly this was a dangerous phase, for the Japanese militarists would know that their last chance of effective intervention must come before German offensive power showed definite signs of collapse.(34)

1. ＜ドイツとの＞2年と4分の1年にわたる闘争を経て、英国とその連合諸国は、東京から見ていると、ようやくドイツに対する優位を得つつあった。すなわち、ドイツ軍前線に向かってロシア軍は着実に圧力をかけつつあったし、我々のリビアにおける軍はベンガジ（Benghazi）を越えて押し出しつつあったし、米国からは我々は既に気前良く、物資と積極的な支援を得ていた。＜この最後の点だが、＞それは、我々にとって最も枢要なこと、つまり、＜米国による、＞大西洋を横切る＜英国の＞船舶群の護衛及びドイツの潜水艦群や水上襲撃船群に対する「宣戦なき」戦争だった。東京から見ている限り、我々は大西洋における戦いに勝利を収めようとしており、他の諸前線では防勢から攻勢へと転じつつあった。すなわち、この戦争は、初めて、日本人の偏見を持った眼から見てさえも、ドイツの勝利の展望に疑問符が付くという段階に達していたのだ。もちろん、これは危険な段階でもあった。というのは、日本の軍事主義者達は、ドイツの攻勢力が明確な崩壊の兆候を示す前に彼等の効果的軍事介入の最後の機会が訪れると自覚するであろうからだ。(35)

### クレイギーに対する評価
クレイギーは英国の支那（就中、華北）における地域権益を軽視していた傾向にあった日本に対し、あまりにも安易に不当な宥和政策を講じたと見られた事。また、日本の勝利は華北における英国権益の破綻を決定づける事に繋がり、彼の主張する政策は英国の極東での立場を著しく弱める結果になったであろう事から、当時からしばしば批判を受けている。(36)

## 通過ビザに対する抗議
1940年6月からリトアニアのカウナスに駐在する杉原千畝領事により行われた、ユダヤ人に対する日本の通過ビザ発行に対し、これを知ったクレイギー大使は、通過ビザを持ったユダヤ人がイギリス領パレスチナに来ることを警戒し、松岡洋右外相に苦情を申し立てているが、この通過ビザ発行を事前に承知していた松岡外相は当然無視をしている。

## 著書
Sir Robert Craigie『BEHIND THE JAPANESE MASK』HUTCHINSON&CO.(Publishers) LTD. 1945

## 典拠
1. 国立公文書館　デジタルアーカイブ
2. イアン・ニッシュの論文「同盟から疎遠化まで 1900-1941」サー・ヒュー・コータッツィ編著『歴代の駐日英国大使』に収録　p169
3. サー・ヒュー・コータッツィの論文「日本協会百年の歴史」サー・ヒュー・コータッツィ編著『英国と日本　架橋の人びと』に収録 p66
4. イアン・ニッシュ著　『戦間期の日本外交ーパリ講和条約から大東亜会議までー』p153
5. 同上　pp155～156
6. 森久男　『日本陸軍と内蒙工作 関東軍はなぜ独走したか 』 p54
7. 同上  p55
8. イアン・ニッシュ著『日本の外交政策　1869-1942』p244
9. イアン・ニッシュ著　『戦間期の日本外交ーパリ講和条約から大東亜会議までー』p169
10. イアン・ニッシュ著『日本の外交政策　1869-1942』p245～246
11. イアン・ニッシュ著　『戦間期の日本外交ーパリ講和条約から大東亜会議までー』pp170～171
12. 同上p173
13. 池田清　「1930年代の対英観－南進政策を中心に－」(『青山国際政経論集』第18号収録)p36～37
14. 外務省情報部『支那事変関係公表集　第一号』1937年10月　p66
15. 同上p83
16. 「クレイギー最終報告書に反駁した英国外務省極東部の覚書(1)」　(『青山国際政経論集』第40号に掲載)pp194～195
17. 上記から防衛省OBの太田述正が訳出したもの(http://blog.ohtan.net/archives/52018568.html)
18. 衆議院事務局発行　『第七十三回帝国議会　衆議院議事摘要』上巻　1938年　pp6～24
19. 伊藤隆解説　『続・現代史資料4　陸軍　畑俊六日誌』みすず書房　1983年　p110
20. 池田清　「1930年代の対英観－南進政策を中心に－」(『青山国際政経論集』第18号収録)p37
21. 月刊『現代』2008年9月号掲載 徳本栄一郎「昭和天皇が「開戦阻止」を託した外交官・・クレイギー駐日英大使・・の悲劇--戦後63年目の真実　太平洋戦争は本当に不可避だったのか--」p44～57 (http://blog.ohtan.net/archives/52046798.htmlからの孫引き)
22. F.S.G ピゴット著『断たれたきづな』時事通信社　1959年　p193
23. イアン・ニッシュ編　『英国と日本　日英交流人物列伝』　アントニー・ベスト「駐日大使[一九三七―一九四一]を勤めたサー・ロバート・クレイギー」 p352
24. イアン・ニッシュ編『英国と日本（Britain & Japan）--日英交流人物列伝（Biographical Portraits）』（博文館新社 2002年）p213
25. 平間洋一 イアン・ガウ 波多野澄雄 編 『日英交流史三巻1600―2000 軍事』東京大学出版会 2001年　p131
26. 細谷千博著　『日本外交の座標（中公叢書）』 p115
27. 同上 p114
28. 「アンソニー・イーデン外相宛てのクレイギー最終報告書(1)」　(『青山国際政経論集』第33号に掲載)p173
29. 上記から防衛省OBの太田述正が訳出したもの(http://blog.ohtan.net/archives/52015728.html)
30. 「アンソニー・イーデン外相宛てのクレイギー最終報告書(3)」　(『青山国際政経論集』第35号に掲載)p231
31. 上記から防衛省OBの太田述正が訳出したもの(http://blog.ohtan.net/archives/52015728.html)
32. 「アンソニー・イーデン外相宛てのクレイギー最終報告書(1)」　(『青山国際政経論集』第33号に掲載)pp181～182
33. 上記から防衛省OBの太田述正が訳出したもの(http://blog.ohtan.net/archives/52016078.html)
34. 「アンソニー・イーデン外相宛てのクレイギー最終報告書(1)」　(『青山国際政経論集』第33号に掲載)p177
35. 上記から防衛省OBの太田述正が訳出したもの(http://blog.ohtan.net/archives/52015728.html)
36. イアン・ニッシュ編　『英国と日本　日英交流人物列伝』アントニー・ベスト「駐日大使[一九三七―一九四一]を勤めたサー・ロバート・クレイギー」 p346～348